# میاکوجیما، اوساکا

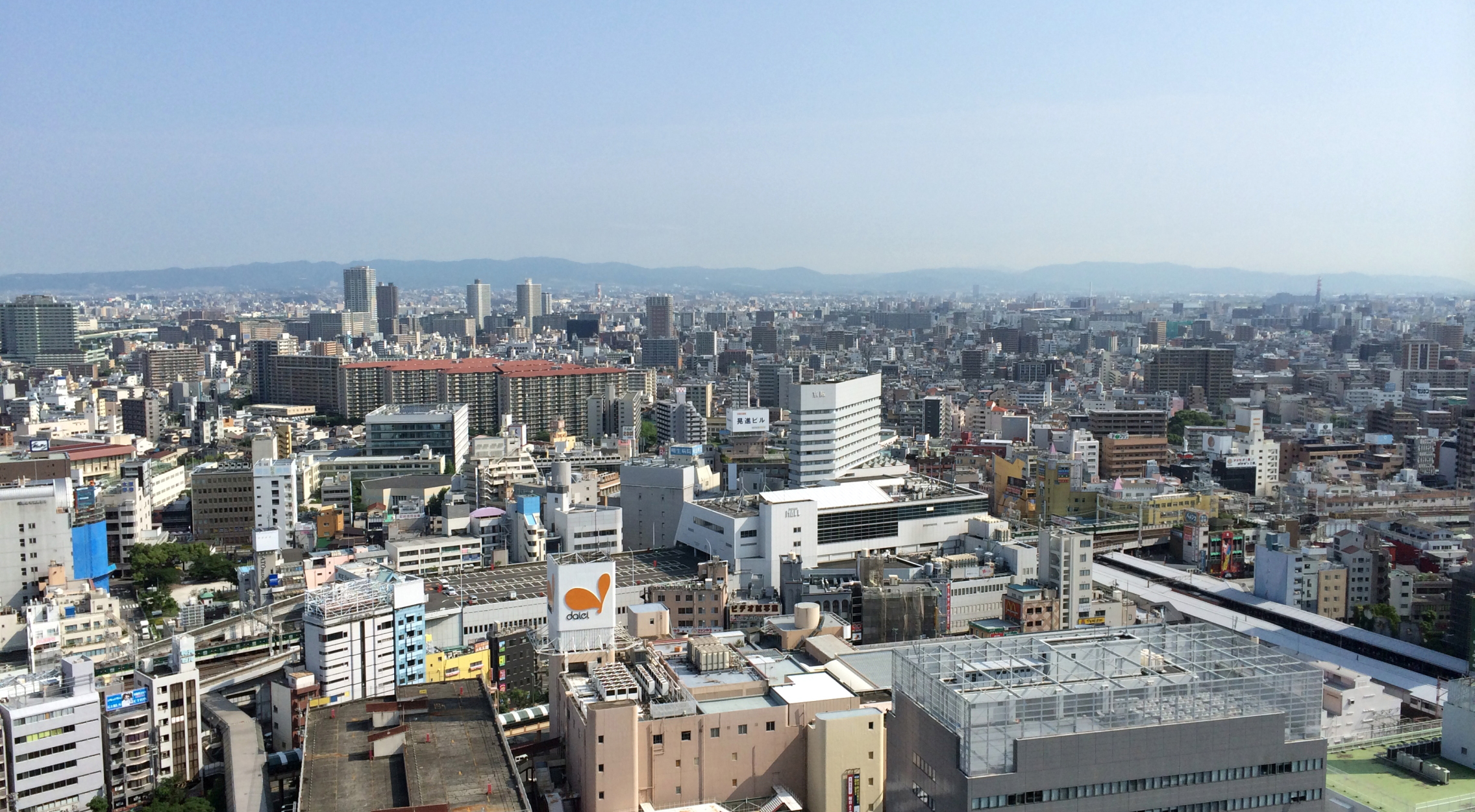
تصویری از میاکوجیما

بخش میاکوجیما، اوساکا (به ژاپنی: 都島区 Miyakojima-ku) یکی از مناطق ۲۴ گانه اوساکا در ژاپن است.